# Forte Lisser

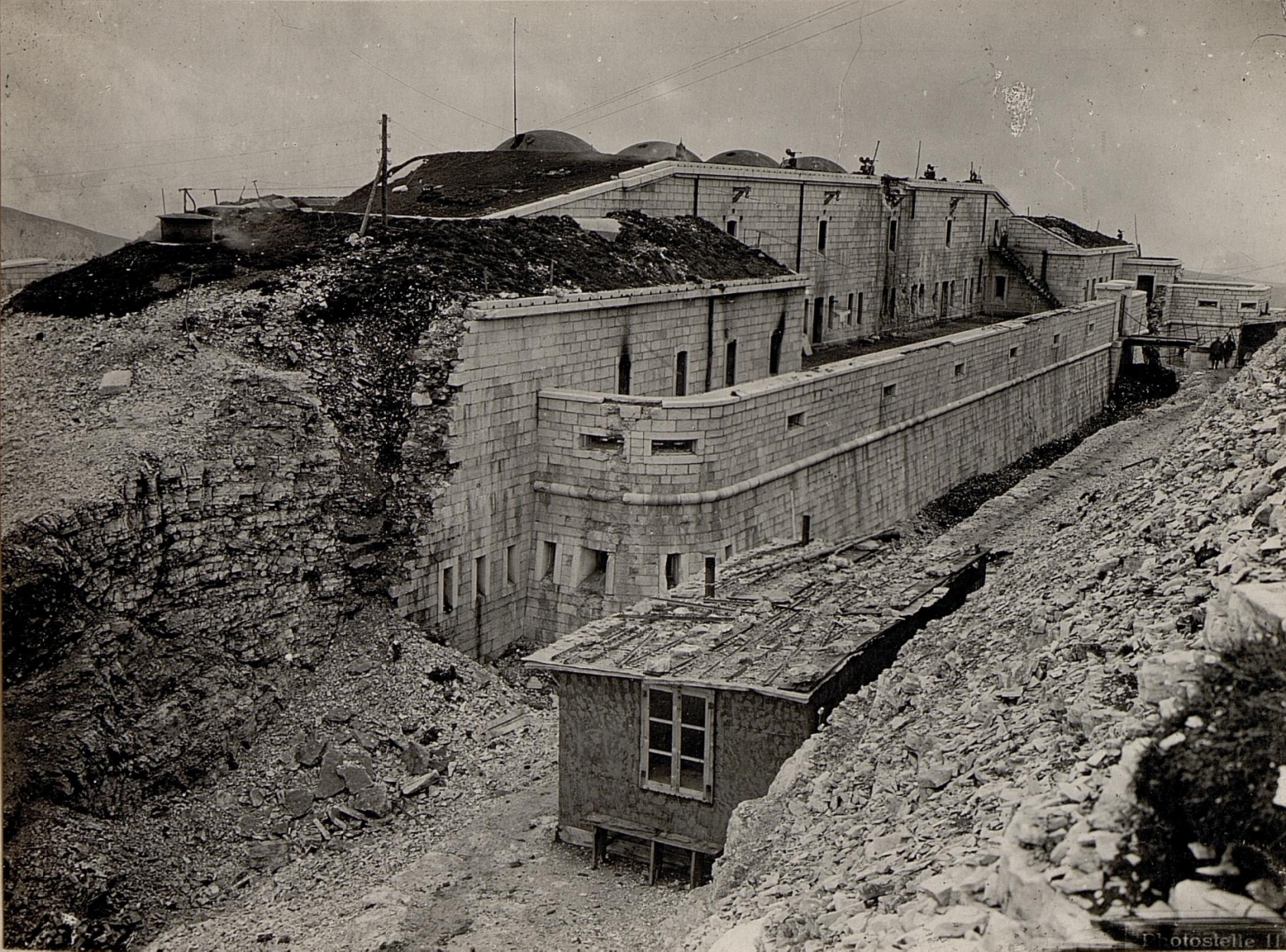
Forte Lisser nach der Besetzung durch österreichisch-ungarische Truppen 1918

Forte Lisser ist ein ehemaliges italienisches Festungswerk in der Provinz Vicenza. Die 1914 fertiggestellte Anlage war während des Ersten Weltkrieges nur am Rande von den Kämpfen auf der Hochebene der Sieben Gemeinden berührt. Nach umfangreichen Restaurierungsarbeiten ist sie seit 2017 im Sommer für Besucher geöffnet.

## Lage
Die Festung wurde auf der Bergkuppe des Monte Lisser auf 1633 m s.l.m. am nordöstlichen Rand der Hochebene der Sieben Gemeinden im Gemeindegebiet von Enego errichtet. Sie liegt keine 3 km Luftlinie von der ehemaligen Reichsgrenze zwischen Österreich-Ungarn und dem Königreich Italien entfernt, die durch die nordwestlich liegende Marcesina-Senke führt. Südwestlich befindet sich das im Ersten Weltkrieg schwer umkämpfte Meletta-Massiv.

## Geschichte
Erste Pläne für den Bau einer Sperre auf dem Monte Lisser wurden bereits 1909 vorgelegt. Laut diesen Plänen sollte die Anlage als Verbindungsglied zwischen den beiden Sperrgruppen Cismon-Brenta im Osten und Assa-Astico im Westen dienen. Geplant war ein kleines Werk mit vier Kanonen vom Kaliber 120 mm unter einer gepanzerten Abdeckung, das als Nebenwerk zu einem auf der südwestlich gelegenen Cima Echar geplanten Hauptwerkes dienen sollte.
Ein Jahr später wurden die Pläne abgeändert und ein Entwurf für den Bau eines großen Panzerwerkes auf dem Monte Lisser mit vier Kanonen 149A in Panzertürmen in Auftrag gegeben. Mit dem Bau wollte man gegnerische Einbruchsversuche aus dem Raum Marcesina und Val Brenta unterbinden.
Budgetbeschränkungen führten bis zum Baubeginn Ende 1911 noch zu mehreren Projektänderungen. So wurde der Bau der Armierungsstraße bis zur Fertigstellung der Straße Enego-Primolano hinausgeschoben und das Baumaterial mittels einer extra dafür eingerichteten Materialseilbahn von der Talsohle der Valsugana zur Baustelle befördert. Im November 1912 waren die Aushebungsarbeiten beendet und man hatte mit den ersten Mauerarbeiten begonnen.
Die für 1913 geplante Fertigstellung verzögerte sich jedoch. Bei Ausbruch des Ersten Weltkrieges im August 1914 befanden sich die für die Panzertürme vorgesehenen 149 mm Kanonen noch in Enego und die von Ansaldo in Genua unter Lizenz gefertigten Panzerkuppeln der französischen Firma Schneider lagen zum Einbau bereit auf dem Verdeck.
Nach der Einberufung des Sperrkommandos Brenta-Cismon am 8. August 1914 wurden sämtliche Sperren des Sperrgruppen verteidigungsbereit gemacht und die Arbeiten am Forte Lisser in aller Eile vorangetrieben. Auf dem Monte Lisser wurde zusätzlich eine Batterie 149G Kanonen außerhalb der Anlage in Stellung gebracht. Diese offene Batteriestellung sollte wie die anderen in Stellung gebrachten Batterien der Sperrgruppe hauptsächlich das eigene Aufmarschgebiet schützen, hätte aber einen energisch vorangetriebenen gegnerischen Angriff wohl nur kurz standgehalten.
Im Herbst 1914 statteten der italienische Generalstabschef Cadorna und der Oberbefehlshaber der 1. Armee Brusati dem Werk einen Besuch ab und zeigten sich anschließend von der Anlage beeindruckt.
Ende 1914 waren die Arbeiten praktisch abgeschlossen und im Februar 1915 konnte die Sperre Lisser schließlich übergeben werden. Am 22. Mai 1915, 24 Stunden vor Überreichung der italienischen Kriegserklärung an Österreich-Ungarn, wurde für die Sperrgruppe Cismon-Brenta die Verteidigungsbereitschaft ausgerufen und am 23. Mai 1915 in Alarmbereitschaft versetzt.

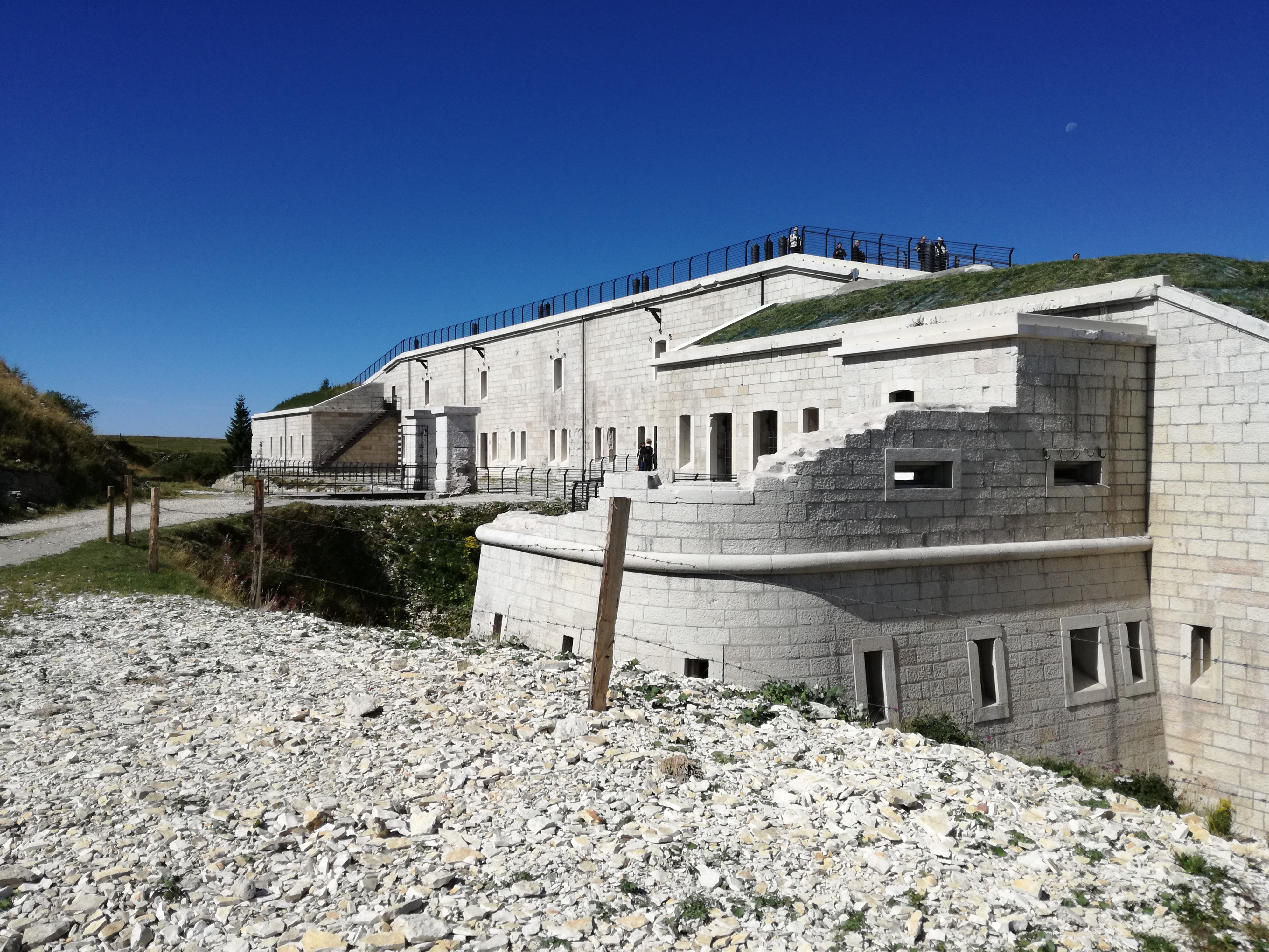
Forte Lisser nach der Restaurierung (2017)

### Erster Weltkrieg
Am 24. Mai 1915 um 1 Uhr nachts gingen die Operationsbefehle ein. Zu diesem Zeitpunkt war Forte Lisser von der 9. und 15. Kompanie des 9. Festungsartillerieregiments sowie von der 7. Kompanie des 7. Feldartillerieregiments besetzt. Es bildete zusammen mit der Kavernenbatterie Coldarco die 2. Gruppe der Sperrgruppe. Dem Gruppenkommando unterstanden zudem noch drei dem Werk vorgelagerte Artilleriebeobachter mit etwa 30 Mann. Die Werksbesatzung selbst bestand aus 2 Offizieren und 106 Mannschaften sowie 42 Maschinengewehrbesatzungen.
Die Operationsbefehle sahen vor, dass Lisser den Vorstoß der Infanterie im Bedarfsfall artilleristisch unterstützen sollte. Da sich die österreichisch-ungarischen Truppen jedoch auf eine weiter hinten liegende und besser zu verteidigende Positionen zurückgezogen hatten, die außerhalb der Reichweite der Festungsartillerie waren, feuerten die Geschütze von Forte Lisser keinen einzigen Schuss ab. Bereits am 28. Mai, vier Tage nach Kriegsausbruch, begann man daher die ersten Batterien der Sperrgruppe abzuziehen. Mitte Juni 1915 wurde die 149G Batterie vom Monte Lisser abgezogen und in eine frontnahe Stellung gebracht. Man beließ aber die Festungsartillerie im Werk und sicherte auch den Munitionsbestand, da man vor einer eventuellen österreichisch-ungarischen Gegenoffensive gewappnet sein wollte. Im August hatte sich die Lage soweit stabilisiert, dass man 800 Granaten und einige Maschinengewehre abgab.

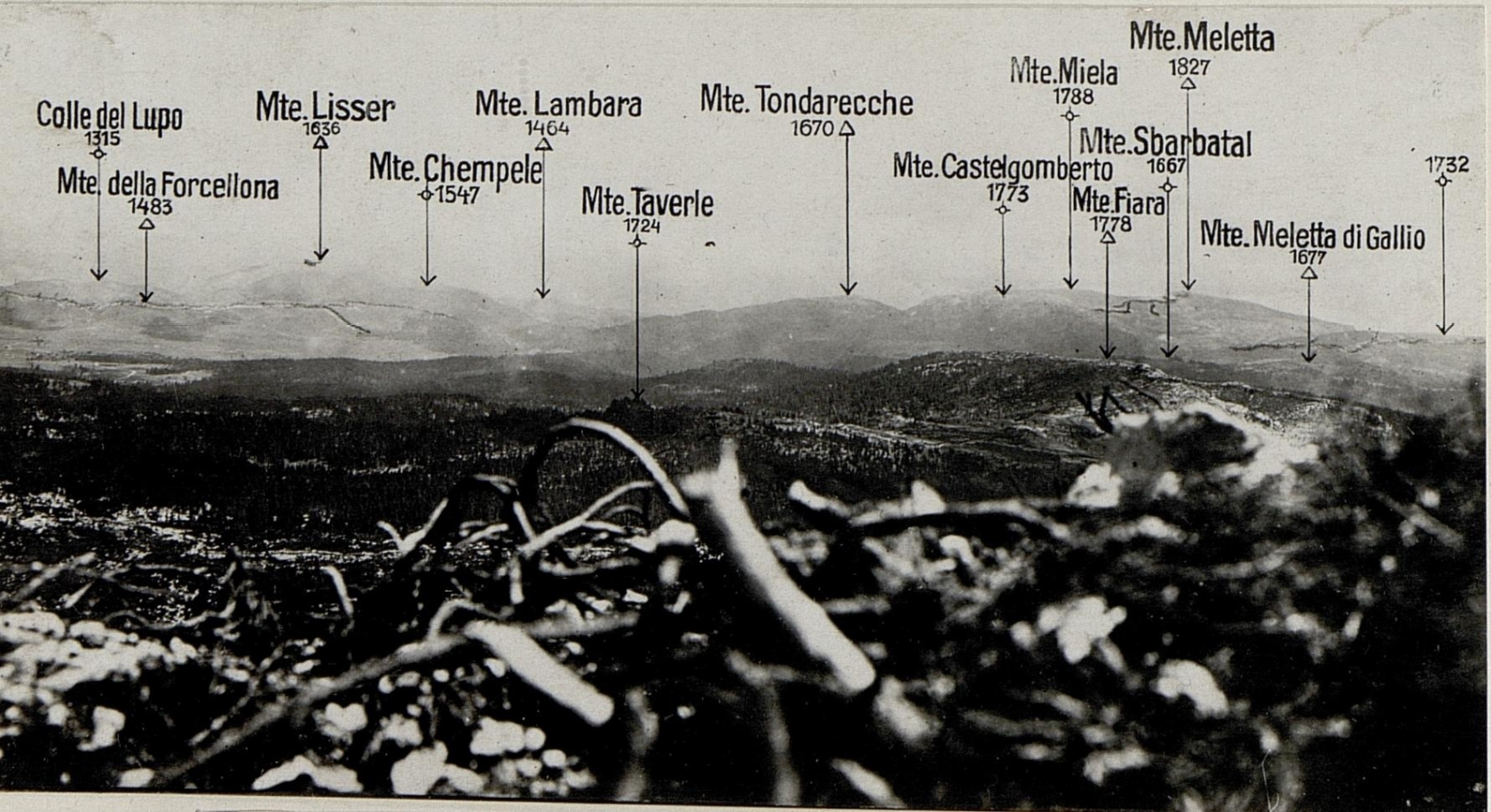
Hochebene zwischen Ortigara und Monte Lisser, rechts das Meletta-Massiv

Mit Beginn der österreichisch-ungarischen Frühjahrsoffensive 1916 gewann die zum Teil desarmierte Sperre Lisser als Nahtstelle zwischen der Hochebene von Asiago und dem Abschnitt Cismon-Brenta wieder an Bedeutung. Ende Mai wurden deshalb zwei Batterien mit neuen 120 mm Autokanonen und vier 149A Geschütze herangeführt. Zu diesem Zeitpunkt waren vermutlich noch zwei Panzertürme mit Geschützen bestückt. Am 2. Juni eröffneten diese das Feuer auf die am Meletta-Massiv angreifenden Truppen des 27. k.u.k. Infanterie- und des 2. Bosnisch-hercegovinische Infanterie-Regiments. Das Artilleriefeuer lag jedoch zu kurz und traf die eigenen Linien, wie unter anderem der Augenzeuge Emilio Lussu in seinem autobiografischen Buch Ein Jahr auf der Hochebene festhielt. Am 8. Juni trafen als Antwort auf die Beschießung mehrere 30,5 cm Granaten das Werk ohne jedoch größere Schäden anzurichten. So traf eine Granate den Rand des Batterieblocks ohne jedoch zu explodieren.
Nach Ende der österreichisch-ungarischen Offensive und der Rückverlegung der Front, lag Forte Lisser ab Mitte Juni 1916 erneut weit hinter der Frontlinie. Ende Juni wurde das desarmierte und geräumte Werk dem XX. Korps als Befehlsstand zugewiesen. Im November des gleichen Jahres wurde schließlich das Sperrgruppenkommando Cismon-Brenta aufgelöst. Das Interesse an Forte Lisser wurde erst nach der italienischen Niederlage bei Karfreit in der Zwölften Isonzoschlacht im Herbst 1917 wiedergeweckt. In Folge des italienischen Rückzuges von der Dolomitenfront stellte der italienische Generalstab kurzzeitig Überlegungen an, ob die ehemalige Sperrgruppe am Brenta und Cismon in irgendeiner Weise den Vormarsch des Gegners verlangsamen könnte. Im Rahmen des zweiten österreichisch-ungarischen Angriffes auf das Meletta-Massiv wurde Forte Lisser am Morgen des 13. November 1917 kampflos vom III. Bataillon des 81. k.u.k. Infanterie-Regiments eingenommen, nachdem die italienische Nachhut das Werk wenige Stunden zuvor verlassen hatte. Bis zum Kriegsende blieb die Anlage in österreichisch-ungarischen Besitz. In dieser Zeit wurde es als Munitionsdepot und Lager genutzt.
In der Nachkriegszeit ging das Fort in Privatbesitz über, bevor es in den 1990er Jahren von der Gemeinde Enego erworben wurde, die das Werk in der Folgezeit restaurieren ließ. Im Sommer 2017 konnte es schließlich für Besucher eröffnet werden.

## Beschreibung
Das auf der Kuppe des Monte Lisser errichtete Werk besteht aus einem zweistöckigen etwa 10 m hohen, 63 m langen und 15,5 m breiten Kasemattenblock aus Naturwerkstein und Stahlbeton. Der obere Stockwerk wird vom ehemaligen Batterieblock mit den vier frontseitigen Panzertürmen, dem kehrseitigen Batteriegang und mehreren Räumen ausgefüllt. Der Zugang vom ersten Stock erfolgte über eine einzige Treppe, die sich am rechten Rand des Batterieblocks befindet. Hier befand sich die Beobachtungskuppel und der angeschlossene Befehlsstand der Batterie. Weitere Räume dienten als Munitionslager. Am anderen Ende des Batterieganges lagen die zwei Munitionsaufzüge. Über zwei kehrseitig angelegte Türen gelangte man in die Infanteriestellung mit mehreren offenen MG-Stellungen, die das Werk frontseitig für die Nahverteidigung umgab.
Im Erdgeschoss befanden sich die Unterkünfte für die 72 Mann der Bereitschaftsbesatzung. Den Offiziere standen eigene Unterkünfte zur Verfügung. Daneben waren hier Versorgungseinrichtungen, wie Küche, Wachlokal, Krankenzimmer sowie Lagerräume für Verpflegung und Munition untergebracht. Am linken Ende lagen zudem die Waffenkammer, die Aborte und ein Antrittssaal für die Befehlsausgabe sowie der Generatorraum. Der mit Diesel betriebene Generator versorgte das Fort nicht nur mit Strom, sondern auch mit Pressluft, die für den Rauchabzug in den Geschütztürmen benötigt wurde. Eine Treppe führt von hier aus hinunter in den linken Kehlkoffer. Am äußeren linken Ende des Kasemattenblocks lag eine der beiden versenkbaren MG-Panzertürme, die eine Besonderheit des Forte Lisser darstellen, da es das einzige Werk auf der Hochebene war, das über versenkbare Panzertürme verfügte. Am gegenüberliegenden anderen Ende des Kasemattenblocks lag der zweite versenkbare Panzerturm, der Munitionsaufzug sowie zwei Räume, in denen die Artilleriegranaten für den Einsatz vorbereitet und zusammengesetzt wurden. Eine Treppe führt von hier aus hinunter zum rechten Kehlkoffer und zur 12 m tiefer gelegenen Pulverkammer, in der unter anderem die Treibladungen gelagert waren. Letztere lag nicht nur tief unter der Erde, sondern auch etwa 30 m versetzt vom Kasemattenblock, um bei einer eventuellen Explosion nicht das Fort selbst zu zerstören. Die dort gelagerte Munition wurde mittels auf Gleisen laufenden Hunten zum Munitionsaufzug transportiert. Bei der Pulverkammer endete auch ein etwa 80 m langer Stollen, der als Notausgang diente.
Umgeben war das Werk mit einem etwa 5 m tiefen Graben. An der Armierungsstraße lag an der ersten Kehre unterhalb des Forts die für 200 Mann ausgelegte zweistöckige Werkskaserne.

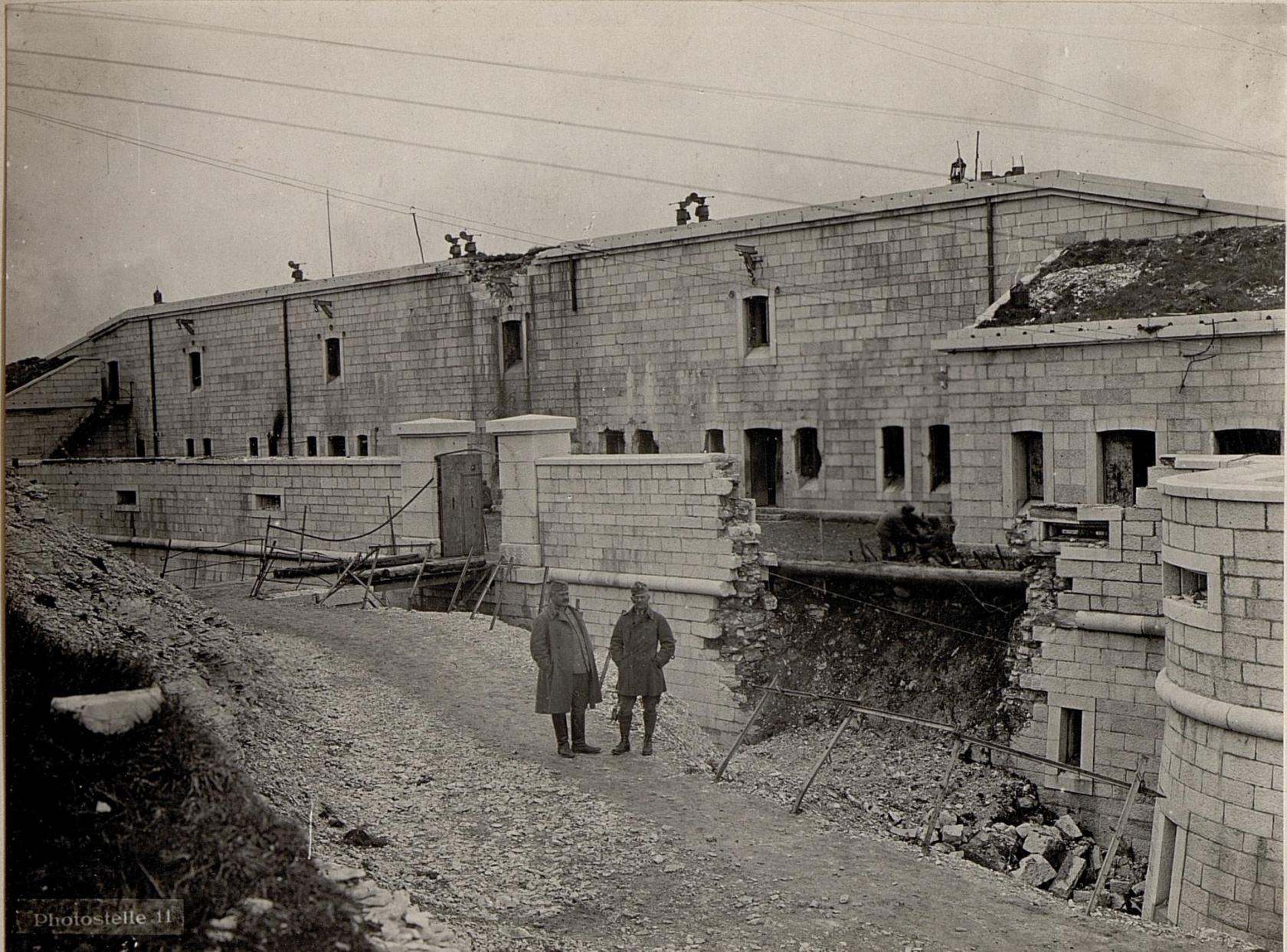
Forte Lisser nach der österreichisch-ungarischen Besetzung mit Spuren der Beschießung von 1916
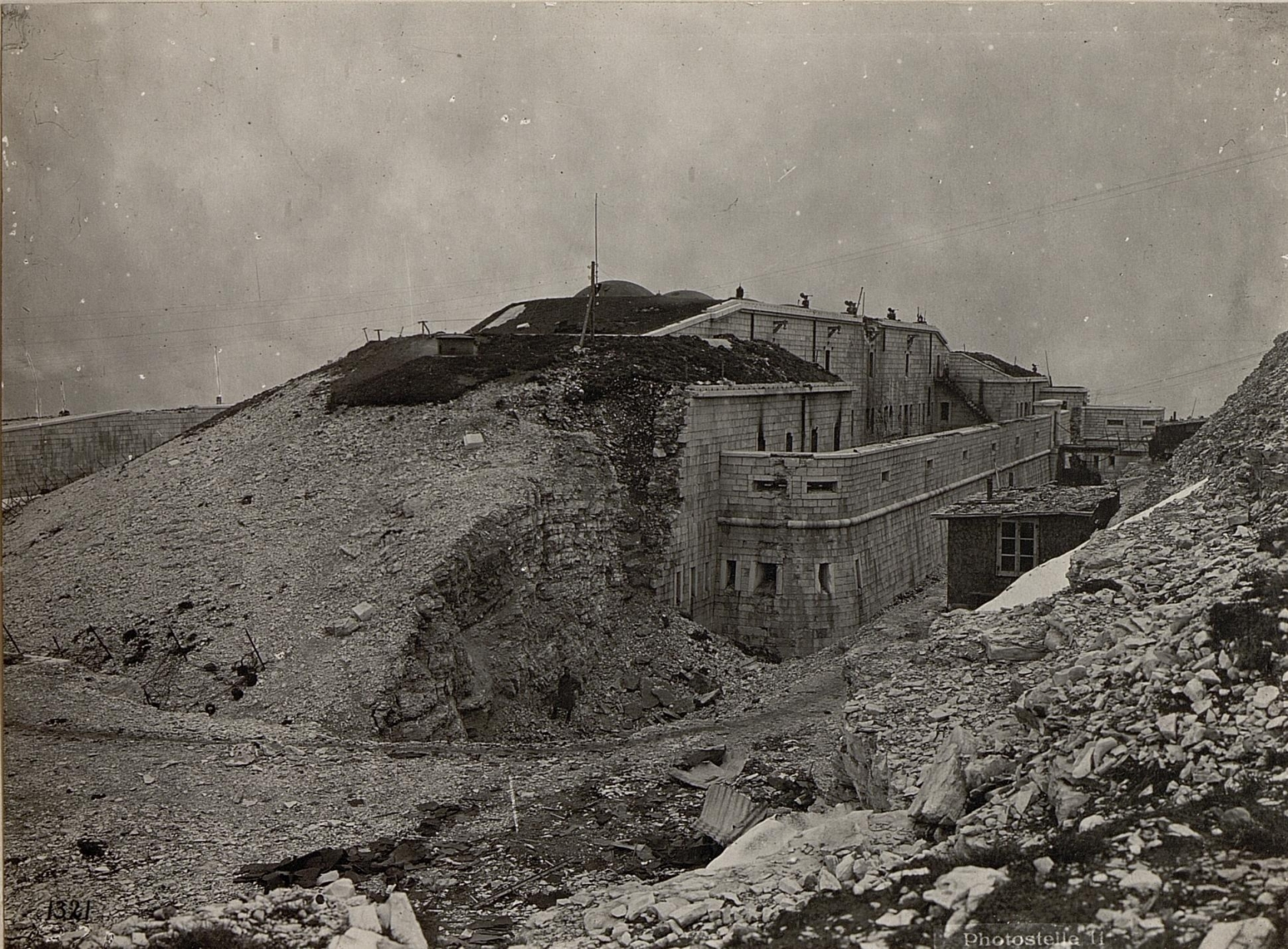
Der Kehlgraben mit dem linken Kehlkoffer im Mai 1918
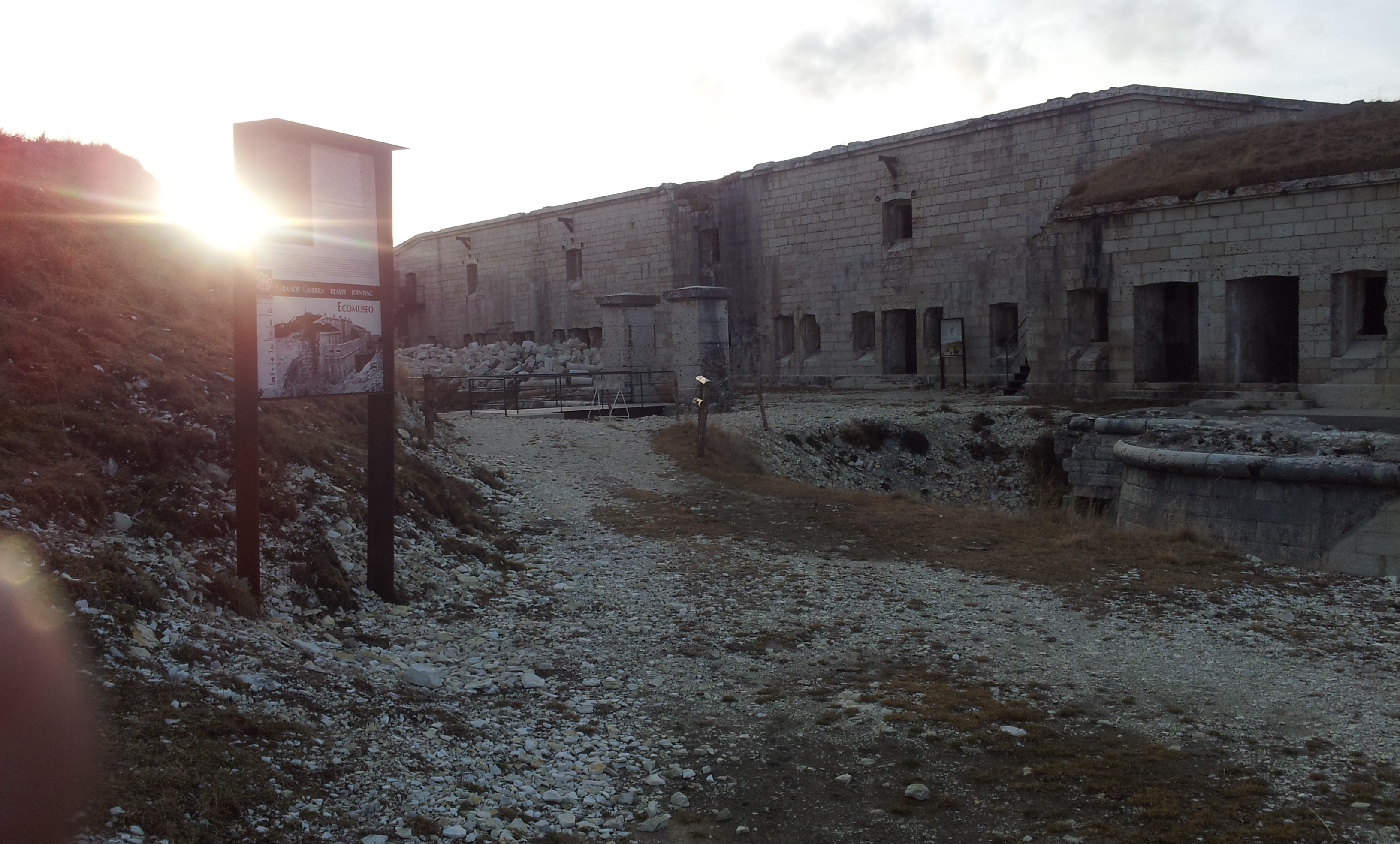
Der Kasemattenblock im Jahr 2011 vor seiner Restaurierung
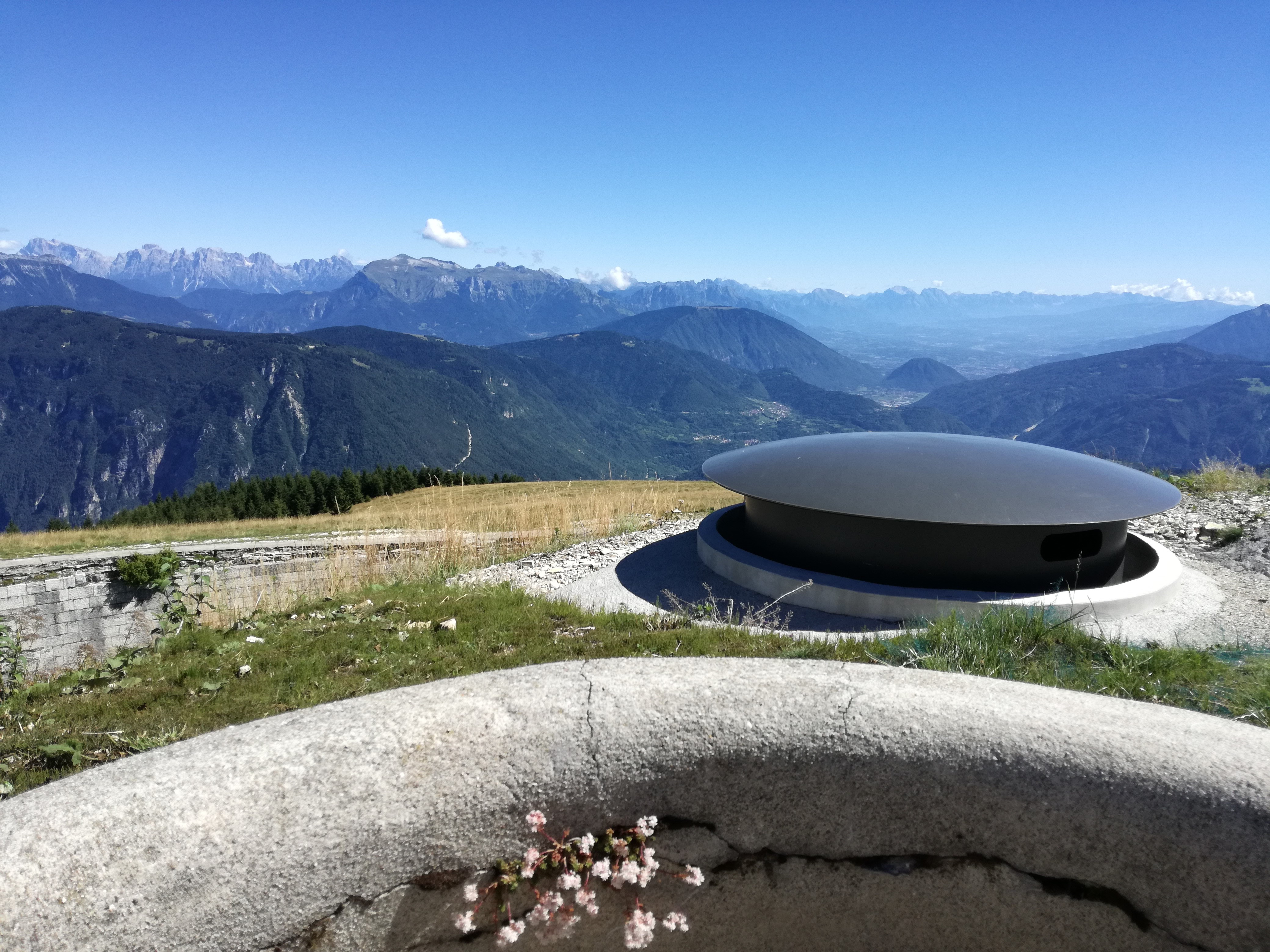
Der rekonstruierte rechte versenkbare MG-Panzerturm. Im Hintergrund das Becken von Feltre
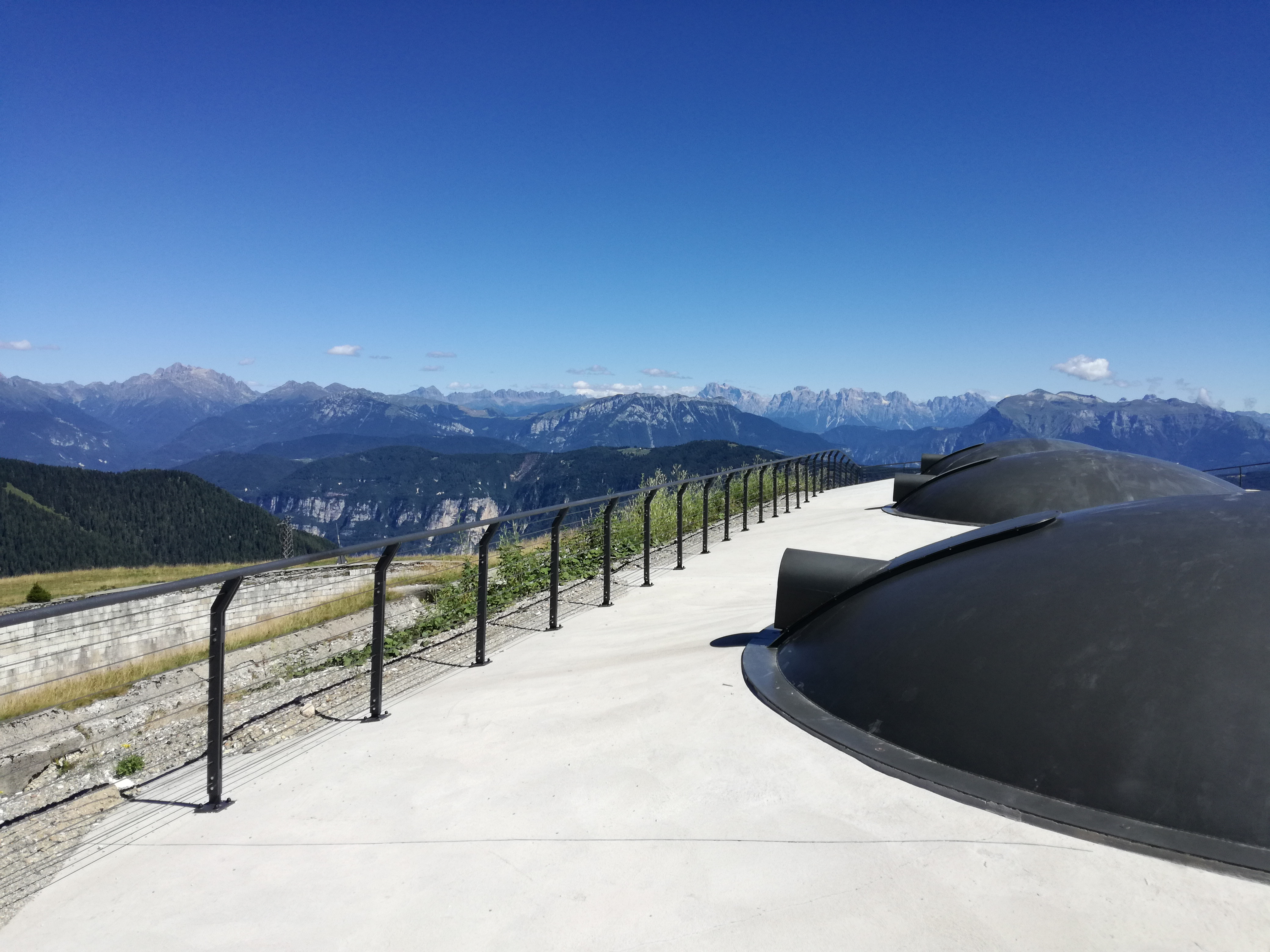
Verdeck und die rekonstruierten Panzerkuppeln
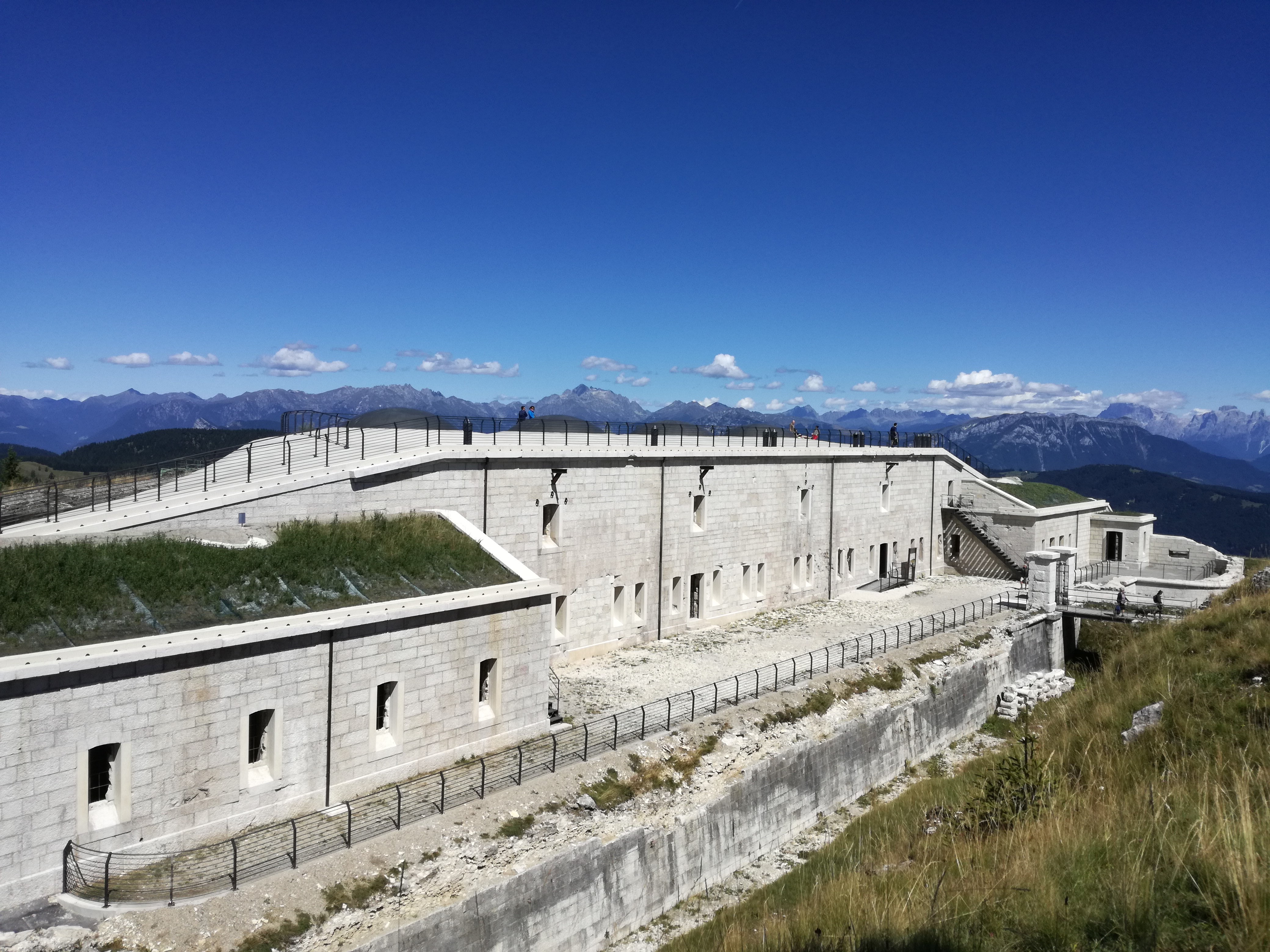
Der Kasemattenblock nach der Restaurierung

## Bewaffnung
- 4 Kanonen 149/35 S in 18 cm starken Panzerkuppeln
- 2 Maschinengewehre Mod. Gardner in versenkbaren Panzerkuppeln später durch Maxim-Maschinengewehre ausgetauscht
- 5 Kasematten-Maschinengewehre, drei im linken und zwei im rechten Kehlkoffer
- 4 Maschinengewehre Perino Mod. 1908 auf Dreibein für die Infanteriestellungen

Zu Kriegsbeginn im Mai 1915 unterstanden dem Werk zudem:
- 4 Kanonen 149G
- 8 Kanonen 75A

Die Batteriestellungen dieser Geschütze lagen in der näheren Umgebung des Forts.